# Bốt hôn 2
The Kissing Booth 2 là một bộ phim hài tình cảm tuổi teen Mỹ năm 2020 của đạo diễn Vince Marcello, từ một kịch bản của Marcello và Jay Arnold. Bộ phim là phần tiếp theo trực tiếp của bộ phim 2018 The Kissing Booth. Dựa trên cuốn tiểu thuyết The Kissing Booth 2: Away the distance của Beth Reekles, bộ phim có sự tham gia của Joey King, Joel Courtney và Jacob Elordi. Bộ phim được phát hành vào ngày 24 tháng 7 năm 2020, bởi Netflix.

## Diễn viên
- Joey King trong vai Rochelle "Elle" Evans
- Joel Courtney trong vai Lee Flynn
- Jacob Elordi trong vai Nô-ê Flynn
- Maisie Richardson-Người bán với tư cách là Chloe
- Taylor Perez trong vai Marco
- Molly Ringwald trong vai bà Flynn
- Meganne Young trong vai Rachel
- Morné Visser trong vai ông Flynn
- Bianca Bosch trong vai Olivia
- Carson White trong vai Brad Evans
- Tyler Chaney trong vai trò đóng thế